# Kireewo
Kireewo (bułg. Киреево) – wieś w północno-zachodniej Bułgarii, w obwodzie Widin, w gminie Makresz. Według danych szacunkowych Ujednoliconego Systemu Ewidencji Ludności oraz Usług Administracyjnych dla Ludności, 15 grudnia 2018 roku miejscowość liczyła 188 mieszkańców.